# Fairey Swordfish
Fairey Swordfish är ett dubbeldäckat torpedflygplan. Det användes under andra världskriget men räknades redan 1939 som ett föråldrat och långsamt plan. Det togs trots det inte ur bruk förrän 1945. Planet var en robust konstruktion som användes på brittiska flottans sex hangarfartyg.
Planen hade en besättning på två till tre man och hade en räckvidd på 1 240 km och en maxhastighet på 250 km/h. Det var Swordfishplan som hjälpte till att sänka slagskeppet Bismarck 1941 och som sänkte och skadade flera italienska örlogsfartyg i anfallet mot Taranto 1940.

## Användare
- Storbritannien (RAF, Royal Navy)
- Kanada